# Премія Тюрінга
Премія Тюрінга (англ. Turing Award) — найпрестижніша премія в галузі інформатики, яку щорічно присуджує Асоціація обчислювальної техніки за видатні досягнення у цій галузі. Премію спонсорують корпорації Intel та Google і зараз вона супроводжується нагородою в 1 000 000 доларів США. Премію названо на честь видатного англійського вченого Алана Тюрінга, математика, фахівця з криптографії, який отримав перші глибокі результати щодо теорії алгоритмів та обчислювальної складності задовго до появи перших комп'ютерів.
Вперше Премію Тюрінга було присуджено Аланові Перлісу у 1966 році за розвиток технології створення компіляторів. Пізніше її отримали Ніклаус Вірт та Пітер Наур за видатний внесок у розробку мов програмування.

## Лауреати премії Тюрінга
| Рік  | Лауреат(и)                                         | За що присуджено |
| ---- | -------------------------------------------------- | --- |
| 1966 | Алан Перліс                                        | За вплив в галузі передових технік програмування та побудови компіляторів |
| 1967 | Моріс Вілкс                                        | Професор Вілкс найбільше знаний як творець і розробник EDSAC, першого комп'ютера з внутрішньо збереженою програмою. Збудований у 1949-ому, EDSAC використовував ртутну пам'ять на лініях затримки. Вілкс також знаний як автор, разом з Віллером і Джілом, виданого у 1951 році тому «Підготовка програм для електронних цифрових комп'ютерів» (англ. "Preparation of Programs for Electronic Digital Computers"), у якому було введено поняття програмних бібліотек                                                                                                |
| 1968 | Річард Геммінг                                     | За роботу щодо чисельних методів, систем автоматичного кодування і кодів для визначення і виправлення помилок |
| 1969 | Марвін Мінський                                    | За піонерські роботи з проблеми штучного інтелекту |
| 1970 | Джеймс Вілкінсон                                   | За дослідження у чисельному аналізі для полегшення використання високошвидкісних цифрових комп'ютерів, отримавши особливе визнання за свою роботу в обчисленнях у лінійній алгебрі і «зворотний» аналіз помилок |
| 1971 | Джон Маккарті                                      | Лекція Маккарті «Теперішній стан досліджень штучного інтелекту» (англ. "The Present State of Research on Artificial Intelligence") є темою, що покриває галузь, в якій він досяг вагомого визнання його роботи |
| 1972 | Едсгер Дейкстра                                    | Едсгеру Дейкстрі належить значний внесок наприкінці 1950-х років у розробку мови АЛГОЛ, мови програмування високого рівня, що стала втіленням ясності і математичної строгості. Він один з найяскравіших представників науки і мистецтва мов програмування в загальному, а також людина, що зробила внесок в наше розуміння їхньої структури, подання та реалізації. Його публікації протягом п'ятнадцяти років охоплюють широкий спектр тем від теоретичних статей з теорії графів до базових настанов, описів і філософських роздумів в області мов програмування |
| 1973 | Чарльз Бахман                                      | За непересічний внесок до технологій баз даних |
| 1974 | Дональд Кнут                                       | За значний внесок в аналіз алгоритмів і проєктування мов програмування, і частково за внесок до «мистецтва програмування» через свої широко відомі книги з серії з цієї назвою |
| 1975 | Аллен Ньюел і Герберт Саймон                       | У спільних наукових потугах, спочатку разом з Кліфом Шо у корпорації RAND, і пізніше з певною кількістю студентів та членів факультету в університеті Карнегі-Мелон, вони зробили основоположний внесок до штучного інтелекту, психології людського сприйняття та обробки списків |
| 1976 | Міхаель Рабін і Дана Скотт                         | За свою спільну працю «Скінченні автомати та їхня проблема рішення» (англ. "Finite Automata and Their Decision Problem"), яка ввела ідею недетермінований автоматів, що було визнано дуже важливою концепцією. Їхня (Скотта і Рабіна) класична праця була постійним джерелом стимулу для наступних праць у галузі |
| 1977 | Джон Бекус                                         | За ґрунтовний, впливовий і тривалий внесок у розробку практичних високорівневих систем програмування, особливо через свою працю над FORTRAN і основоположне видання про формальні процедури для специфікації мов програмування |
| 1978 | Роберт Флойд                                       | За безсумнівний вплив на методології створення ефективного і надійного програмного забезпечення і за допомогу у відшуканні таких важливих підгалузей комп'ютерних наук: теорія синтаксичного аналізу, семантика мов програмування, автоматична верифікація програм, автоматичний синтез програм та аналіз алгоритмів |
| 1979 | Кеннет Айверсон                                    | За новаторські потуги в мовах програмування і математичній нотації, внаслідок чого з'явилася мова програмування, відома тепер у обчислювальній галузі як APL; за свій внесок у реалізацію інтерактивних систем, навчальне застосування APL і теорію та практику мов програмування |
| 1980 | Чарлз Ентоні Річард Гоар                           | За фундаментальний внесок у визначення і проєктування мов програмування |
| 1981 | Едгар Кодд                                         | За фундаментальний і тривалий внесок у теорію і практику систем керування базами даних, особливо реляційних баз даних |
| 1982 | Стівен Кук                                         | За просування нашого розуміння складності обчислень у значний і ґрунтовний спосіб |
| 1983 | Кен Томпсон і Деніс Рітчі                          | За розробку загальної теорії операційних систем і особливо за реалізацію операційної системи UNIX |
| 1984 | Ніклаус Вірт                                       | За розробку серії інноваційних комп'ютерних мов, EULER, ALGOL-W, MODULA і PASCAL |
| 1985 | Річард Карп                                        | За тривалий внесок до теорії алгоритмів, включаючи розробку ефективних алгоритмів для транспорного потоку та інших комбінаторних задач оптимізації, ідентифікації поліноміальної обчислюваності з інтуїтивною нотацією алгоритмічної складності, та, найбільш значимо, внесок до теорії NP-повноти |
| 1986 | Джон Гопкрофт і Роберт Андре Тар'ян                | За фундаментальні досягнення в розробці та аналізі алгоритмів і структур даних |
| 1987 | Джон Кок                                           | За значний внесок у проєктування і теорію компіляторів, архітектуру великих систем і розробку RISC |
| 1988 | Айвен Сазерленд                                    | За інноваційний і далекоглядний внесок до комп'ютерної графіки, починаючи з Sketchpad та продовжуючи далі |
| 1989 | Вільям Мортон Кехен                                | За фундаментальний внесок до чисельного аналізу. Один з передових експертів обчислень з рухомою комою. Кехен був відданий тому, щоб «зробити світ кращим для чисельних обчислень» |
| 1990 | Фернандо Корбато                                   | За інноваційні роботи в організації концепцій і керування розробкою великомасштабних комп'ютерних систем загального призначення із спільним використанням ресурсів CTSS та Multics |
| 1991 | Робін Мілнер                                       | За особливі і завершенні досягнення: 1) LCF, механізація логіки обчислювальних функції Скотта, ймовірно перший на теоретичній основі і тим не менше практичний засіб для побудови доведень за допомогою комп'ютера; 2) ML, перша моів, що включає поліморфний вивід типів разом з механізмом обробки винятків із безпекою типів; 3) числення комунікаційних систем, загальна теорія багатозадачності. На додачу, він сформулював і сильно розвинув повну абстракцію, вчення про зв'язки між операційною та денотаційною семантиками                                 |
| 1992 | Батлер Лемпсон                                     | За внесок у розробку розподілених, персональних обчислювальних середовищ та технології їхньої реалізації: робочі станції, мережі, операційні системи, системи програмування, дисплеї, безпека та публікація документів |
| 1993 | Юріс Гартманіс і Річард Стернз                     | У визнання їхньої основоположної праці, що встановила основи галузі теорії складності обчислень. |
| 1994 | Едвард Фейгенбаум і Радж Редді                     | За інновації у проєктуванні і побудові великомасштабних систем штучного інтелекту, демонструючи практичну важливість і потенційний комерційний вплив технологій штучного інтелекту |
| 1995 | Мануель Блум                                       | У визнання внеску до основ теорії складності обчислень та її застосування до криптографії та перевірки програм |
| 1996 | Амір Пнуелі                                        | За основоположну працю, що ввела поняття темпоральної логіки у комп'ютерні науки і видатний внесок у верифікацію програм та систем |
| 1997 | Дуглас Енгельбарт                                  | За натхненне бачення майбутнього інтерактивних обчислень і винахід ключових технологій для реалізації цього бачення |
| 1998 | Джим Ґрей                                          | За основоположний внесок до досліджень баз даних і обробки транзакцій і технічне керівництво у реалізації систем |
| 1999 | Фредерік Брукс                                     | За поворотний внесок до архітектури комп'ютера, операційних систем та інженерії програмного забезпечення |
| 2000 | Ендрю Яо                                           | У визнання фундаментального внеску до теорії алгоритмів, включаючи теорію генерації псевдовипадкових чисел на основі обчислювальної складності, криптографію та комунікаційну складність |
| 2001 | Уле-Юган Дал і Крістен Нюгор                       | За ідеї, фундаментальні до появи об'єктно-орієнтованого програмування, через їхню розробку мов програмування Simula I та Simula 67 |
| 2002 | Рональд Рівест, Аді Шамір і Леонард Адлеман        | За винахідницький внесок для того, щоб зробити криптографію із відкритим ключем корисною на практиці |
| 2003 | Алан Кей                                           | За інноваційність багатьох ідей у зародку сучасних об'єктно-орієнтованих мов програмування, керуючи командою, що розробила Smalltalk, і за фундаментальний внесок до персональних обчислень |
| 2004 | Вінтон Серф і Роберт Кан                           | За інноваційну працю над об'єднанням мереж, включаючи проєктування і реалізацію базових комунікаційних протоколів Інтернету, TCP/IP, і за натхненне лідерство у мережевих технологіях |
| 2005 | Пітер Наур                                         | За фундаментальний внесок у проєктування мови програмування і визначення ALGOL 60, до проєктування компіляторів, і до мистецтва і практики комп'ютерного програмування |
| 2006 | Френсіс Аллен                                      | За інноваційний внесок до теорії і практики оптимізації технік компіляторів, що поклало основу для сучасних оптимізованих компіляторів і автоматичного паралельного виконання |
| 2007 | Едмунд Кларк, Ернест Аллен Емерсон і Йосиф Сіфакіс | За [їхню роль] у розробці перевірки моделей у високо ефективну технологію верифікації, широко вживану у індустріях апаратного і програмного забезпечення |
| 2008 | Барбара Лісков                                     | За внесок до практичних і теоретичних основ проєктування мов програмування та систем, особливо пов'язаних з абстракцією даних, стійкістю до падінь та розподіленими обчисленнями. |
| 2009 | Чарльз Текер                                       | За інноваційне проєктування і реалізацію Alto, першого сучасного персонального комп'ютера, і на додачу до його внеску до Ethernet і Tablet PC. |
| 2010 | Леслі Веліент                                      | За внесок у теорію алгоритмів, включаючи наближено правильне навчання, теорію складності підрахунку та алгебраїчного обчислення, а також теорію паралельних та розподілених обчислень |
| 2011 | Джуда Перл                                         | За фундаментальний внесок у штучний інтелект шляхом розробки методів розрахунку для вірогіднісного та причинно-наслідкового осмислення |
| 2012 | Сільвіо Мікалі Шафі Ґолдвассер                     | За новітні розробки в галузі імовірнісного шифрування й нові методи ефективної верифікації математичних методів криптографії. |
| 2013 | Леслі Лампорт                                      | За фундаментальний внесок в теорію та практику паралельних і розподілених систем, винаходи таких понять, як логічні годинники, безпека та життєздатність, репліцитні автомати, послідовна узгодженість. |
| 2014 | Майкл Стоунбрейкер                                 | За фундаментальний внесок в принципи та практики, що лежать в основі сучасних систем керування базами даних. |
| 2015 | Вітфілд Діффі Мартін Геллман                       | За фундаментальний внесок до криптографії. |
| 2016 | Тім Бернерс-Лі                                     | За розробку Всесвітньої павутини, першого веббраузера та фундаментальних протоколів та алгоритмів |
| 2017 | Джон Лерой Геннессі Девід Патерсон (учений)        | За запровадження систематичного кількісного підходу до проєктування та оцінки комп'ютерних архітектур, що має довготривалий вплив на мікропроцесорну індустрію |
| 2018 | Джошуа Бенжіо Джефрі Гінтон Янн ЛеКун              | Премію присуджено трьом дослідникам, які заклали основи нинішнього буму штучного інтелекту. |
| 2019 | Едвін Кетмелл Патрік Ганраган                      | За фундаментальний внесок у тривимірну комп'ютерну графіку та революційний вплив цих методик на зображення, створені комп'ютером (CGI) у кіновиробництві та інших застосунках. |
| 2020 | Джеффрі Ульман Альфред Аго                         | За формування основ компіляторів та алгоритмів для мов програмування. |
| 2021 | Джек Донгарра                                      | За новаторський внесок у бібліотеки чисельних методів, що дозволило суперкомп'ютерному програмному забезпеченню протягом чотирьох десятиліть йти в ногу з експоненційним розвитком обладнання. |
| 2022 | Роберт Меткалф                                     | За винахід, стандартизацію та комерціалізацію Ethernet. |
| 2023 | Аві Вігдерсон                                      | За зміну нашого розуміння ролі випадковості в обчисленнях та за десятиліття інтелектуального лідерства в теоретичній інформатиці. |
| 2024 | Ендрю Барто                                        | За розробку концептуальних та алгоритмічних основ навчання з підкріпленням. |
| 2024 | Річард Саттон                                      | За розробку концептуальних та алгоритмічних основ навчання з підкріпленням. |